# El 18
El 18 er et elektrisk lokomotiv, der bruges af Vy til at trække passagertog på de elektrificerede ruter. Lokomotivet kører på Bergensbanen, Dovrebanen og Sørlandsbanen i regionale og nattog, ud over togene på Flåmsbanen. Lokomotivetypen er flere kørsler med op til tre lokomotiver, og de har asynkrone motorer og udstyr til feedback af bremsekraft til kontaktlinjen. El 18 tilhører Lok 2000-familien. De 22 El 18 lokomotiver blev bygget af ADtranz, og de første blev taget i brug i 1996. Lokomotiverne er nummereret 18.2241 til 18.2262, hvor lokomotivet nummer 2254 har fået navnet "Trondheim".

## Eksterne links
- El 18 Arkiveret 7. februar 2018 hos  Wayback Machine – NJK Materielldatabasen
- El 18 Arkiveret 12. februar 2020 hos  Wayback Machine – Jernbane.net